# Alet (eau)
Pour les articles homonymes, voir Alet.
Alet est une marque d'eau minérale située à Alet-les-Bains, fortement déficitaire, la société d'exploitation de la source a été mise en liquidation judiciaire en 2011. 

## Géographie
D'après les études géologiques, l'eau proviendrait des pluies et fontes des neiges du massif pyrénéen datant de 5000 ans, et aurait progressé lentement dans la roche à la vitesse de 1 à 2 mètres par an.
Son captage est situé sur la commune d'Alet-les-Bains, près de Limoux au cœur du massif des Corbières dans le département de l’Aude. L'eau d'Alet est estampillée produit du Pays Cathare, appellation déposée par le Conseil général de l'Aude en 1991.
Récupérée par un forage de trois cents mètres de profondeur, elle a un débit de 400 m3/h. C'est l'une des plus grosses sources de France.

## Propriétés et composition analytique
- Résidu sec à 180 °C : 290
- pH : 7,4

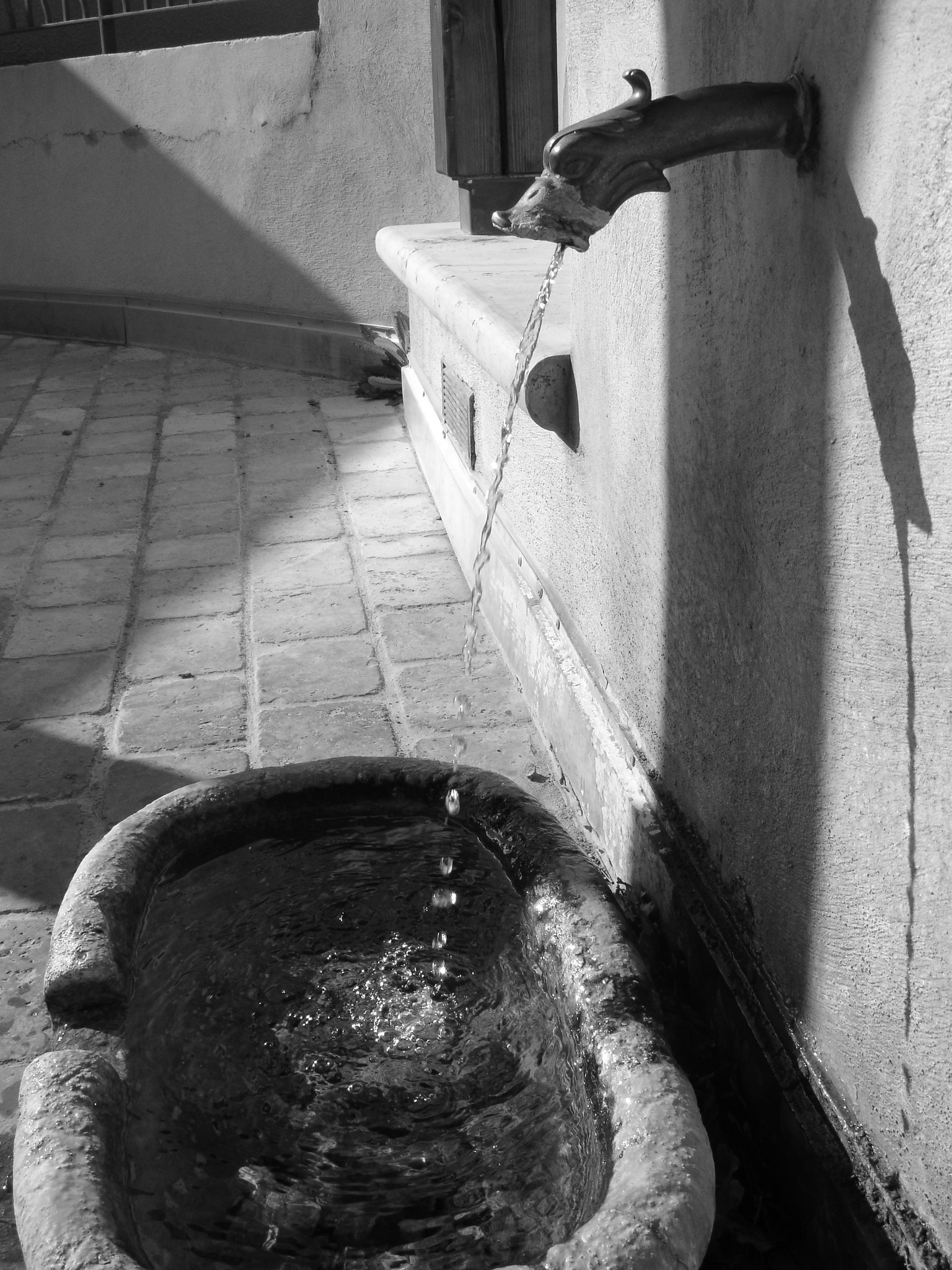
Eau minérale d'Alet-les-Bains

Source pour la composition selon le site officiel.
| Éléments             | Proportion en mg/l |
| -------------------- | ------------------ |
| Calcium (Ca2+)       | 63                 |
| Magnésium (Mg2+)     | 23                 |
| Sodium (Na+)         | 13                 |
| Potassium (K+)       | 1,8                |
| Sulfates (SO42−)     | 14                 |
| Bicarbonates (HCO3−) | 300                |
| Nitrates (NO3−)      | 2                  |
| Nitrites             | 0<                 |
| Chlorures            | 11<                |

Selon ses caractéristiques physico-chimiques, elle possède donc une quantité importante de bicarbonate, de calcium, de magnésium, et de potassium.

## Historique
Il y a 2000 ans, les Romains avaient déjà découvert cette eau et en connaissaient les vertus, les thermes du village l’attestent. D’autres thermes dans des communes voisines comme Rennes-les-Bains étaient aussi connues pour leurs sources d’eau chaude.
À la fin du XIXe siècle, le Ministère de la santé, sur recommandation de l’Académie de médecine, lui reconnaît des qualités minérales exceptionnelles et lui donne l’autorisation de mise en bouteille, ce qui sera fait dès 1886. L’eau minérale d’Alet-les-Bains est l’une des plus anciennes exploitées de France.
L'eau d'Alet a été détenue par une PME (société des eaux minérales d'Alet-les-Bains : SEA) audoise indépendante.
À la suite d'une chute de rentabilité financière, la société est vendue et rachetée plusieurs fois en une dizaine d'années. Il était question de construire une nouvelle usine d'embouteillage plus moderne pour assurer la pérennité de l'entreprise. Mais ce projet d'usine a fait face à l'opposition d'habitants. Le tribunal administratif finit par donner raison à l'association de lutte contre l'extension de l'usine. En 2011, le propriétaire décide d'abandonner et la société des Eaux d'Alet est liquidée en mai de cette année.
À la suite de cette liquidation judiciaire de la société d'exploitation, plusieurs projets de reprise échouent dont celui d'un industriel toulousain Olivier Sadran. 
En 2019, un investisseur luxembourgeois K&B IPM présente un projet de relance qui est retardé par la difficulté de trouver un terrain adapté pour l'usine d'embouteillage. Il projette la reprise de la commercialisation pour 2020[Passage à actualiser].

## Commercialisation
En 2010, avant la fin de l'exploitation, l'usine d'embouteillage employait environ 15 personnes et produisait 40 000 bouteilles de formats entre 50 cl et 1,5 l.
Elle était principalement consommée dans le sud du pays. Une partie de la production était exportée.